# Yaa Asantewaa
Yaa Asantewaa   (Besease, c. 1832 - Seychelles, 17 d'octubre de 1921) va ser nomenada reina mare d'Ejisu a l'Imperi Aixanti, actualment part de Ghana. El seu germà Nana Akwasi Afrane Okpese va ser nomenat ejisuhene, el governant d'Ejisu. El 1900 va dirigir la rebel·lió Ashanti coneguda com la guerra del Tamboret Daurat o la guerra de Yaa Asantewaa contra el colonialisme britànic.

## Preludi a rebel·lió
Durant el regnat del seu germà, Yaa Asantewaa va veure l'Imperi Ashanti passava per una sèrie d'esdeveniments que amenaçaven el seu futur, incloent-hi la guerra civil de 1883 a 1888. Quan el seu germà mor el 1894, Yaa Asantewaa va unir el seu poder com a reina mare per nominar el seu propi net a la corona com a ejisuhene. Quan el govern britànic l'exilia a les Seychelles el 1896, juntament amb el rei d'Aixanti Prempeh I i altres membres del govern d'Aixant, Yaa Asantewaa es converteix en regent del districte d'Ejisu-Juaben. Després de la deportació de Prempeh I, Frederick Hodgson, el governador general britànic de la Costa d'Or, reclama el Tamboret Daurat, el símbol de la nació Aixanti. Aquesta petició va ocasionar una reunió secreta dels membres restants del govern Aixanti a Kumasi, per veure com assegurar el retorn sota mesures de seguretat del seu rei. Els presents no es van posar d'acord sobre com garantir-ho. Yaa Asantewaa, que estava present en aquesta reunió, els va dirigir aquestes famoses paraules:
"Ara, sóc conscient que alguns de vostès temen lluitar pel seu rei. Si fossin els dies de valents com Osei Tutu, Okomfo Anokye i Opoku Ware I, els caps no s'asseurien a veure com el seu rei és portat lluny sense ni tan sols disparar un tret. Cap europeu s'hauria atrevit a parlar amb els caps d'Aixanti de la forma en la qual el governador ens ha parlat aquest matí. És possible que ja no quedin valents a Aixanti? No ho puc creure. No pot ser! Haig de dir això: si els homes d'Aixanti, no fan front, llavors ho farem nosaltres. Nosaltres, les dones. Cridaré a les meves companyes dones. Lluitarem! Lluitarem fins que l'última de nosaltres caigui en la batalla"
Amb aquest discurs, va assumir el lideratge de la revolta d'Aixanti de 1900 i va obtenir el suport d'alguns nobles d'Aixanti.

## La rebel·lió i les seves conseqüències
A partir de març de 1900, la rebel·lió va assetjar el fort de Kumasi, on els britànics havien buscat refugi. La fortalesa segueix sent avui el fort de Kumasi i el museu militar. Després de diversos mesos, el governador de la Costa d'Or finalment va enviar una força de 1.400 efectius per sufocar la rebel·lió. Durant el seu transcurs, la reina Yaa Asantewaa i quinze dels seus consellers més propers van ser capturats, i també van ser enviats a l'exili a les Seychelles. La rebel·lió va representar la guerra final de les guerres angloasiàtiques que van durar al llarg del segle xix. L'1 de gener de 1902, els britànics van ser finalment capaços d'aconseguir el que l'exèrcit Aixanti els havia negat durant gairebé un segle, i l'imperi Aixanti es va convertir un protectorat de la corona britànica.
Yaa Asantewaa va morir exiliada a Seychelles el 17 d'octubre de 1921. Tres anys després de la seva mort, el 27 de desembre de 1924, a Prempeh I i a altres membres restants de la cort exiliada d'Aixanti se'ls va permetre tornar a Aixanti. Prempeh es va assegurar que les restes de Yaa Asantewaa i els altres aixantis exiliats fossin retornades per a un veritable enterrament reial. El somni de Yaa Asantewaa per un Aixanti lliure del domini britànic es va realitzar el 6 de març de 1957, quan el protectorat d'Aixanti va guanyar la independència com a part de Ghana, la primera nació africana en l'Àfrica subsahariana per aconseguir aquesta gesta. 

## Funcions socials de les dones d'Aixanti
La confrontació d'una dona, que actuava com a cap polític i militar d'un imperi, era aliena a les tropes colonials britàniques a l'Àfrica del segle xix. El discurs de Yaa Asantewaa a les dones de l'Imperi Aixanti es basa en les obligacions polítiques de les dones Akan i els seus respectius rols en els processos legislatius i judicials. La jerarquia dels tamborets masculins entre el poble akan va ser complementada per contraparts femenines. Dins del poble, els ancians coneguts com a mpanyimfo, caps dels matrillinatges, eren constituïts en un consell conegut com a ôdekuro. Aquestes dones, conegudes com a mpanyinfo, es referien a aberewa o ôbaa panyin per cuidar els assumptes de la dona. Per cada ôdekuro, una ôbaa panyin actuava com la part responsable dels assumptes de les dones de la zona i era membre del consell.
El cap d'una divisió, l'ôhene, i el cap de la comunitat política autònoma, l'ômanhene, van tenir el seu homòleg femení nomenat com ôhemaa: una governant que s'asseia en els seus consells. L'ôhemaa i l'ôhene eren de la mateixa mogya, sang o matrilineal. L'ocupant del tamboret femení en l'estat Kumasi, l'Asantehemaa, i per tant, l'unit Aixanti, des que seu homòleg masculí era ex officio de l'Asanthene, era un membre del Consell Kôtôkô, el Comitè Executiu o Gabinet de l'Asanteman Nhyiamu, Assemblea General de governants d'Aixanti. Les ocupants del tamboret femení van participar no només en els processos judicials i legislatius, sinó també en la guerra i la distribució de la terra.

## Llegat

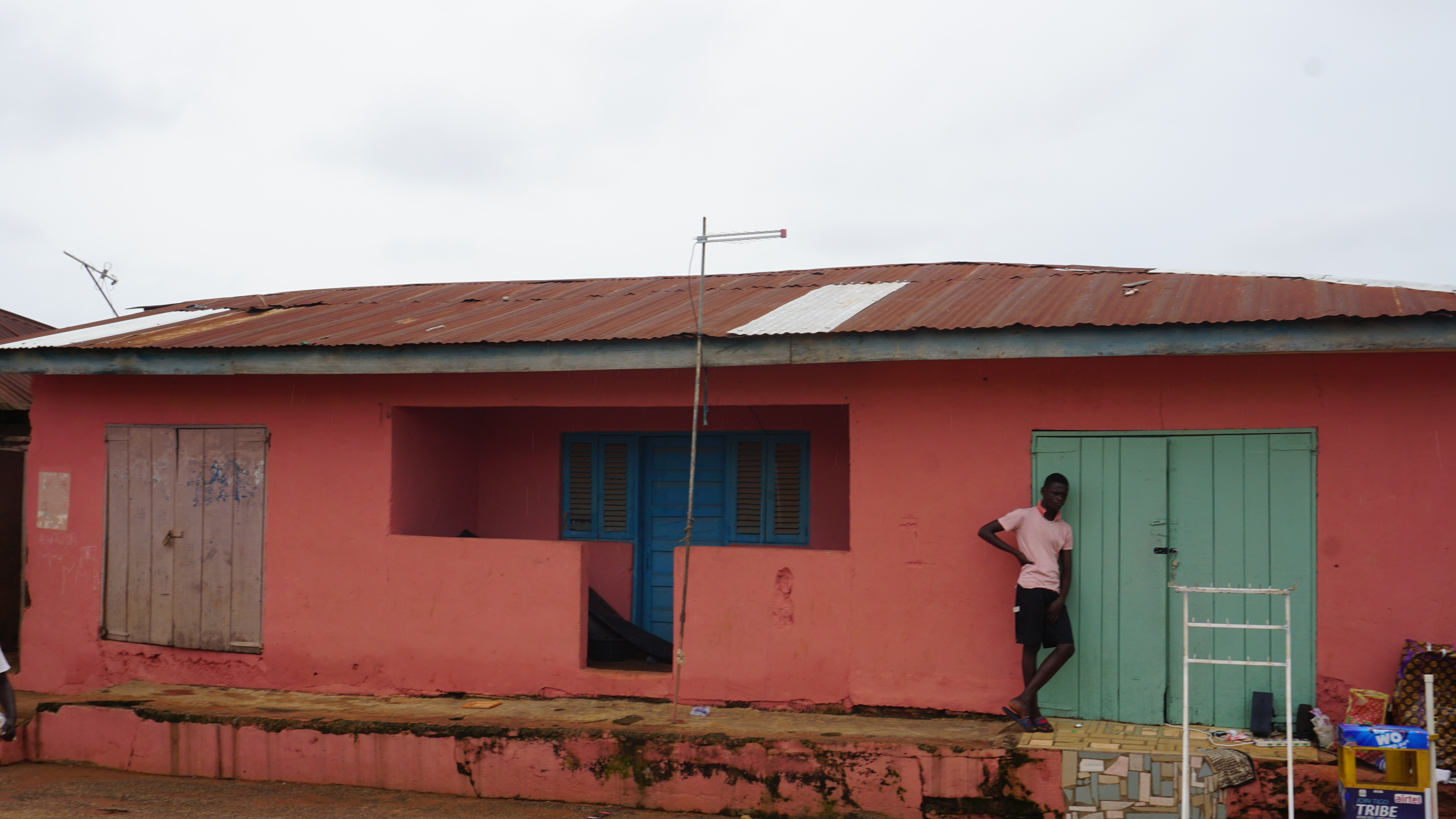
Escola de la família de Yaa Asantewaa

Yaa Asantewaa roman com una figura molt estimada en la història aixanti i en la història de Ghana pel seu paper enfront del colonialisme britànic. Va ser immortalitzada en aquesta cançó:

Koo koo hin koo
Yaa Asantewaa ee!
Obaa basia
Ogyina apremo ano ee!
Waye Ser egyae
Na Wabo mmode
("Yaa Asantewaa
La dona que lluita abans que els canons
ha aconseguit grans coses
ha fet el bé")

Per destacar la importància de crear més dirigents femenines en la societat a Ghana, el 1960 es va fundar l'escola secundària femenina Yaa Asantewaa amb el fons Confiança Educativa de Ghana.
El 2000 es van realitzar una setmana de celebracions per commemorar i reconèixer el centenari de les fites de Yaa Asantewaa. Com a part d'aquestes celebracions, se li va dedicar un museu de Kwaso, a Ejisu-Juaben. Desafortunadament, un incendi va destruir el 23 de juliol de 2004 diversos elements històrics, incloent-hi les seves sandàlies i el vestit de batalla (batakarikese) que apareix en la fotografia. La reina mare actual d'Ejisu és Yaa Asantewaa II. Es va celebrar un segon homenatge a Yaa Asantewaa de l'1 al 5 d'agost de 2006, a Ejisu.
El Centre Yaa Asantewaa de Maida Vale, a l'oest de Londres, és un centre d'art afrocaribeny i un centre comunitari. Va ser anomenat així a partir de 1986.
Un documental televisiu d'Ivor Agyeman-Duah titulat Yaa Asantewaa - The Exile of King Prempeh and the Heroism of An African Queen va ser premiat a Ghana el 2001.
Entre 2011 i 2002 es va estrenar l'obra de teatre Yaa Asantewaa: Warrior Queen al Regne Unit i a Ghana. Va ser dirigida per Margaret Busby, hi apareixia el mestre del tambor Kofi Ghanaba i estava format per un repartiment panafricà. Una obra radiofònica per la mateixa autora es va emetre entre el 13 i 17 d'octubre de 2003, en el programa Woman's Hour de BBC Radio 4.